# وينوس (نهر)
وينوس (Ancient Greek: Οἰνοῦς)  هو نهر في شبه جزيرة بيلوبونيز، في جنوب اليونان. يبدأ بتجمع الأمطار في سلسلة جبال  بارنون، وبعد السقوط العام في إتجاه الجنوب الغربي، يصب في نهر يوروتاس، حيث يبعد 1 ميل أو أكثر بقليل من أسبرطة. (ذكره كل من بوليبيوس ، ليفيوس) الرافد الأساسي لنهر وينوس كان جورجليس، تقريباً نهر فيرستينا. البلدية أونيناتاس والتي تقع في مدينة إسبرطة، قد سُميت علي مُسمي نهر وينوس.